# Appennino campano
L'Appennino campano è un settore dell'Appennino meridionale che si estende dalla sella di Vinchiaturo (553 m), ove si connette all'Appennino sannita, fino alla sella di Conza (697 m), ove entra in congiunzione con l'Appennino lucano. Spostati verso ovest, tra l'Appennino campano e il mar Tirreno, vi sono inoltre i rilievi dell'antiappennino campano, mentre sul lato orientale, verso l'Adriatico, si ergono i monti della Daunia. Dall'Appennino campano nascono tra gli altri i fiumi Tammaro, Ufita, Calore, Sabato e Isclero, tutti affluenti o subaffluenti del Volturno, cui contribuiscono per più della metà del bacino.

## Descrizione

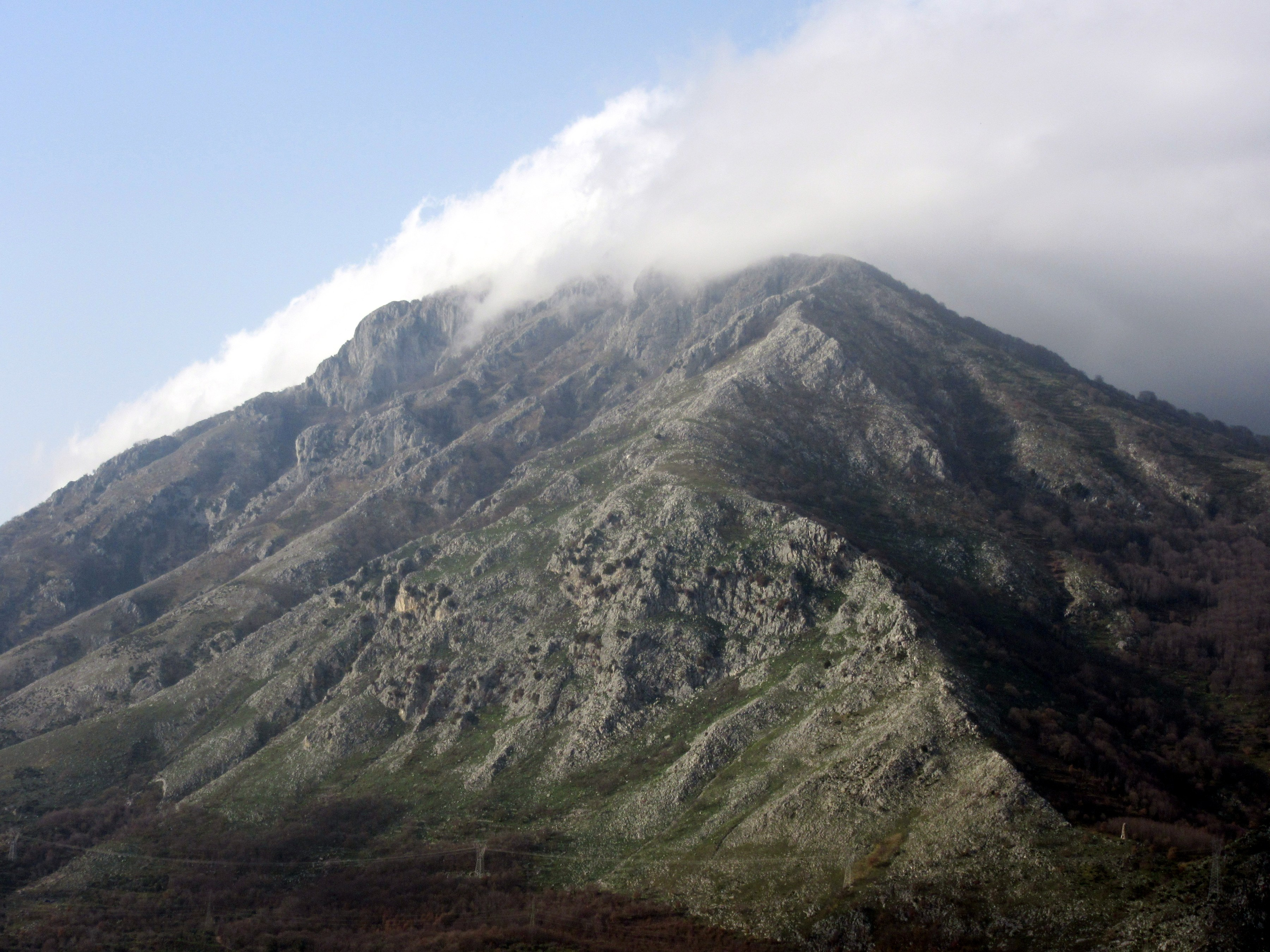
Monte Taburno

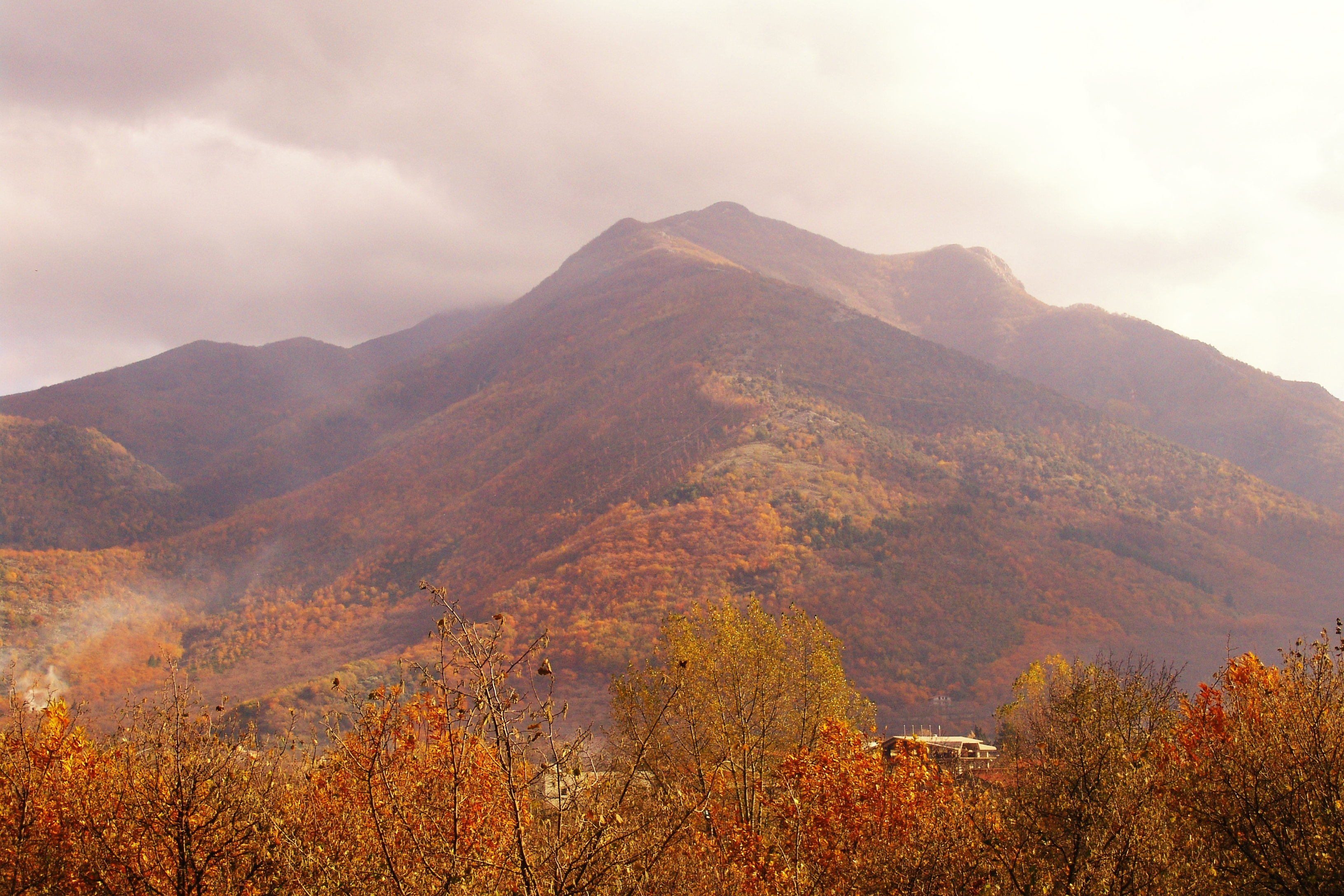
Monte Terminio

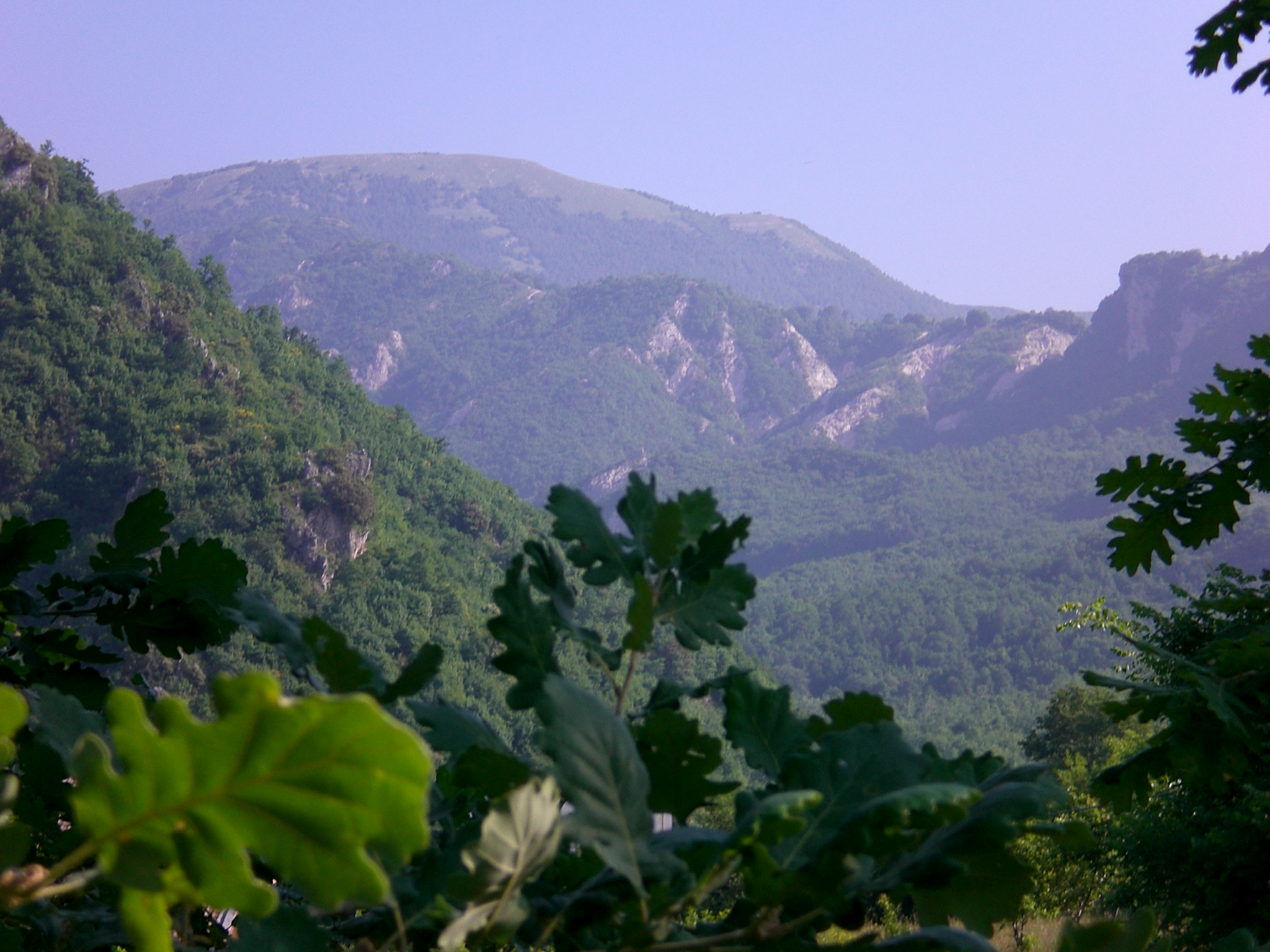
Monte Polveracchio

La linea spartiacque corre nell'entroterra, lungo dorsali o altipiani argillosi e incoerenti, a modesta altitudine. Il valico interno più importante è la sella di Ariano  (600 m s.l.m.), attraversato in galleria dalla ferrovia Napoli-Foggia e in superficie dalla strada statale 90 delle Puglie (anticamente detta strada regia, poi strada nazionale). I massicci calcareo-carbonatici sono invece relativamente più antichi e raggiungono altitudini di molto superiori; tuttavia essi sorgono sul versante tirrenico avvicinandosi talvolta alla linea di costa. Sul versante adriatico l'Appennino campano termina invece con i Monti Dauni a formare un modesto orlo rialzato a ridosso della pianura del Tavoliere delle Puglie.

### Massicci principali
I massicci principali che compongono l'Appennino campano, tutti localizzati sul versante tirrenico, sono:
- Taburno Camposauro, con i gruppi del Taburno e del Camposauro
- Monti del Partenio
- Monti Picentini, con i gruppi del Terminio, Tuoro, Cervialto e Polveracchio

### Montagne principali
Le montagne più elevate (al di sopra dei 1500 m di altitudine) della catena, quasi tutte appartenenti al gruppo dei Picentini, sono le seguenti:
- Cervialto - 1809 m (Picentini)
- Terminio - 1806 m (Picentini)
- Polveracchio - 1790 m (Picentini)
- Sierro dei Cuoppi - 1683 m (Picentini)
- Raiamagra - 1667 m (Picentini)
- Accellica - 1660 m (Picentini)
- Cervarulo - 1632 m (Picentini)
- Mai - 1607 m (Picentini)
- Acerone - 1598 m (Partenio)
- Calvello - 1579 m (Picentini)
- Boschetiello - 1574 m (Picentini)
- Pizzo San Michele - 1567 m (Picentini)
- Cervarolo - 1558 m (Picentini)
- Montagna Grande - 1509 m (Picentini)

La più alta tra le montagne permanentemente abitate è invece Trevico - 1094 m.

### Valichi
I valichi principali posti lungo la linea spartiacque in questa parte della catena appenninica sono (da nord-ovest a sud-est):
- Sella di Vinchiaturo – 552 m
- Casone Cocca – 888 m
- Sella di Ariano – 600 m
- Valico di Scampitella – 683 m
- Sella di Conza – 697 m

### Parchi ed aree protette

#### Parchi regionali
- Parco regionale del Partenio
- Parco regionale Monti Picentini
- Parco regionale del Taburno - Camposauro

#### Altre aree protette
- Alta Valle del Fiume Tammaro (SIC)
- Boschi e Sorgenti della Baronia (ZPS)
- Bosco di Castelfranco in Miscano (SIC)
- Bosco di Castelpagano e Torrente Tammarecchia (SIC)
- Bosco di Castelvetere in Val Fortore (SIC e ZPS)
- Camposauro (SIC)
- Invaso del Fiume Tammaro (ZPS)
- Massiccio del Taburno (SIC)
- Sorgenti e alta Valle del Fiume Fortore (SIC e ZPS)
- Mafariello
- Oasi Lago di Campolattaro (Oasi WWF)
- Oasi Lago di Conza (Oasi WWF)
- Oasi naturale del Monte Polveracchio (Oasi WWF)
- Oasi naturale Valle della Caccia (Oasi WWF)
- Oasi Zone Umide Beneventane (Oasi LIPU)
- Parte della riserva naturale regionale Foce Sele - Tanagro

## Geologia
La parte più occidentale dell'Appennino campano è formata da alti massicci carbonatici risalenti a un periodo compreso tra il Triassico superiore e il Paleogene. Più a oriente vi è un'ampia fascia formata da depositi detritici di epoca molto varia (dal Triassico al Miocene superiore); al di sopra dei quali possono poggiare altre stratificazioni più recenti, soprattutto del Pliocene (è il caso dell'unità di Ariano) ma anche del Miocene stesso o del Quaternario; tra queste ultime vanno incluse non soltanto le pianure alluvionali della valle dell'Ufita e del bacino dell'Ofanto, ma anche le pomici di Avellino, rocce piroclastiche di provenienza vesuviana.

## Stazioni sciistiche
- Laceno (Bagnoli Irpino, gruppo del Cervialto nei Picentini)